# Josef Seliger

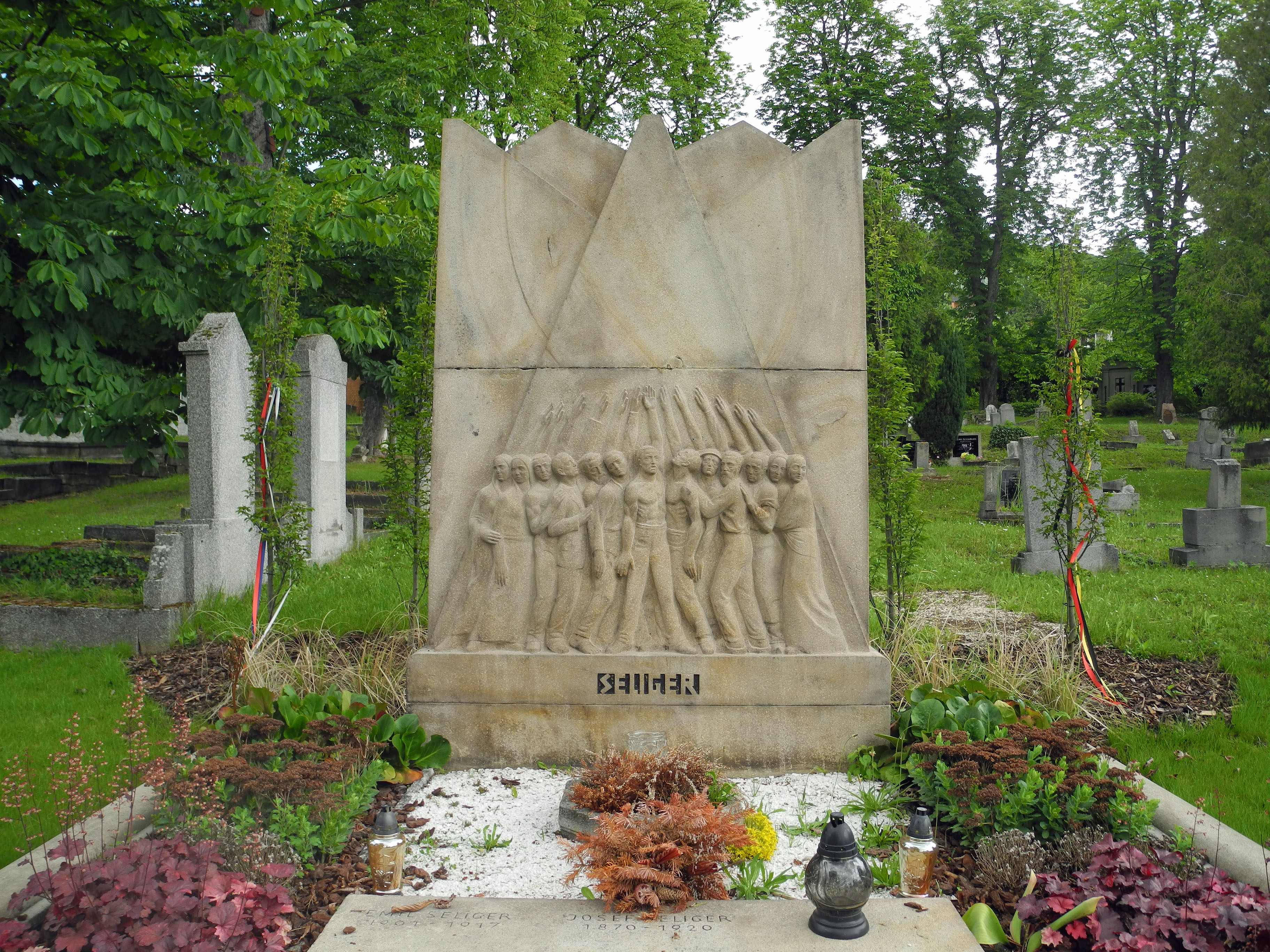
Hrob Josefa Seligera v Bystřanech

Josef Seliger (16. února 1870 Schönborn u Liberce – 18. října 1920 Teplice) byl československý politik německé národnosti a poslanec Národního shromáždění za Německou sociálně demokratickou stranu dělnickou, jejíž významnou postavou byl již od konce 19. století a v níž působil dlouho jako předseda.

## Biografie
Byl synem textilního dělníka, pocházel z malorolnického prostředí severních Čech. Navštěvoval dvoutřídní venkovskou školu a pak strávil roky 1883–1884 na výměnném pobytu v české rodině, kde se naučil česky a chodil i do českojazyčné školy. V letech 1887–1888 byl jako textilní dělník na vandru ve Slezsku, Sasku a Porýní. Zde se seznámil s myšlenkami socialismu. V roce 1888 se vrátil do Liberce.
Politicky aktivní byl již za Rakouska-Uherska. Po příchodu do Liberce se zde zapojil do dělnických spolků. Od roku 1893 pracoval v konzumním družstvu v Teplicích (později v něm působil jako člen vedení a za světové války jako předseda družstva). Už koncem 19. století patřil k hlavním postavám rakouské sociálně demokratické strany mezi německy hovořícími obyvateli českých zemí. V letech 1894–1920 byl šéfredaktorem listu Volksstimme (od roku 1898 Freiheit) vydávaného v Teplicích. Od roku 1894 byl předsedou odborové organizace textilních dělníků v Teplicích a od téhož roku taky tajemníkem (od roku 1897 ředitelem) okresní nemocenské pokladny, kterou vedl až do roku 1920. V roce 1897 usedl do kontrolního výboru celostátní sociálně demokratické strany. Zastupoval stranu na 7. celorakouském sjezdu konaném v roce 1899 V Brně, kde se společně se svým protějškem z české sociální demokracie, Antonínem Němcem, snažil najít řešení národnostní otázky v Rakousku-Uhersku. Počátkem 20. století se okolo Seligerova působiště v severočeských Teplicích vytvořilo jedno z hlavních center německých sociálních demokratů v Čechách. V letech 1907–1919 byl Seliger zemským předsedou německých sociálních demokratů v Čechách, předtím od roku 1905 členem zemského výboru strany.
Ve volbách do Říšské rady roku 1907 se stal poslancem Říšské rady (celostátní parlament), kam byl zvolen za okrsek Čechy 110. Usedl do poslanecké frakce Klub německých sociálních demokratů. Opětovně byl zvolen za týž obvod i ve volbách do Říšské rady roku 1911 a ve vídeňském parlamentu setrval do zániku monarchie.
V souvislosti se zánikem monarchie se stal poslancem Provizorního národního shromáždění Německého Rakouska. Po vzniku ČSR odmítal zpočátku československou vládu nad převážně etnicky německými oblastmi českých zemí a požadoval pro ně právo na sebeurčení. Působil tehdy ve funkci zástupce zemského hejtmana odštěpenecké provincie Deutschböhmen. V tomto smyslu také jeho strana podpořila demonstrace konané v pohraničí 4. března 1919. Zároveň ale byl hlavním vyjednavačem své strany s českými protějšky a úřady.
Od roku 1919 již působil na půdě československé politiky a byl zvolen prvním předsedou Německé sociálně demokratické strany dělnické v ČSR. Podle údajů k roku 1920 byl profesí redaktorem v Teplicích-Šanově. V parlamentních volbách v roce 1920 získal mandát v Národním shromáždění. Zde vedl poslanecký klub německých sociálních demokratů. V té době již byl ale těžce nemocný. Jeho posledním velkým politickým výkonem tak byla účast na II. sjezdu strany v Karlových Varech na podzim 1920, kde úspěšně bojoval proti bolševické frakci vedené Karlem Kreibichem. Po jeho smrti ho v poslanecké lavici nahradil Franz Pallauf.
Jeho jméno nese Seliger-Gemeinde, sdružení sudetoněmeckých sociálních demokratů založené v roce 1951 v Mnichově.